# محمد خواجوی‌ها
محمد خواجوی‌ها (۳۰ آذر ۱۳۰۷–۲۸ بهمن ۱۳۸۵) ملقب به مانی، بازیگر سینما و دوبلور تلویزیون اهل ایران بود.

## زندگی‌نامه
محمد خواجوی‌ها در تاریخ ۳۰ آذر ۱۳۰۷ در لاهیجان زاده شد. فعالیت گویندگی را از سال ۱۳۳۵ آغاز کرد و تخلص هنری «مانی» را برای خود برگزید. وی بنیان‌گذار دوبله فیلم‌های تلویزیونی از سال ۱۳۴۱ در تلویزیون است.
وی اولین فیلم تلویزیونی را با حضور منوچهر والی زاده، حسین کمانی، علی غلامحسینی، بهروز وثوقی، امیر هوشنگ قطعه ای و مرحومه تاجی احمدی دوبله کرده است.
مانی دومین سریال تلویزیونی را با حضور خسرو شایگان، غلامعلی افشاریه، حسن عباسی و فرشید فرزان و بدری نوراللهی دوبله کرد.

## فعالیت دوبله
او به‌عنوان نمونه، روایت سریال جنگجویان کوهستان و گویندگی مستند راز بقا را بر عهده داشته که مورد استقبال بینندگان و مخاطبین نیز قرار گرفته است.
وی به عنوان مدیر دوبلاژ و دوبلور در واحد دوبلاژ تلویزیون و گوینده موفق در رادیو نیز مشغول بوده است، از جمله برنامه‌های وی در رادیو داستان شب و همه ساعت همین‌جا بوده است.

## درگذشت
محمد خواجوی‌ها صبح روز شنبه ۲۸ بهمن ۱۳۸۵ در سن ۷۸ سالگی و پس از ۵۰ سال فعالیت گویندگی، در بیمارستان طوس تهران بر اثر بیماری پارکینسون درگذشت.
پیکر وی روز دوشنبه ۳۰ بهمن ساعت ۹ صبح از مقابل مسجد بلال سازمان صدا و سیما به طرف قطعه هنرمندان بهشت زهرا تشییع شده است.

## فیلم‌شناسی

### بازیگر
- بوسه بر لب‌های خونین (۱۳۵۲)
- جدال در کویر (۱۳۵۱)
- دست تقدیر (۱۳۳۸)
- بهلول (۱۳۳۶)
- مادموازل خاله (۱۳۳۶)
- مردی که رنج می‌برد (۱۳۳۶)
- عروس دجله (۱۳۳۳)
- گمگشته (۱۳۳۳)